# 丹下左膳 剣風!百万両の壺
『丹下左膳 剣風!百万両の壺』（たんげさぜん けんふう ひゃくまんりょうのつぼ）は、1982年10月22日にフジテレビ系列の『時代劇スペシャル』（当時は金曜20:02 - 21:48）で放送された日本の時代劇。

## 概要
藩命により公儀隠密を斬った際、右腕を斬り落とされ、右目を失明した相馬中村藩の藩士・丹下左馬介が、隻眼隻手の剣豪・丹下左膳となり、「こけ猿の壺」を巡る公儀と柳生藩の争いに巻き込まれるまでを描いた作品。
刑事事件を起こしてフジテレビを退職後、映画『鬼龍院花子の生涯』で映像監督業に復帰した五社英雄が『無宿侍』以来約10年ぶりに手掛けたテレビ時代劇で、主人公の丹下左膳を仲代達矢が演じるなど、『鬼龍院花子の生涯』のキャストが数多く出演した。五社は翌1983年にも、この枠で『三匹の侍』の13年ぶりのリメイクを演出する予定だったが、映画『陽暉楼』を撮るため断り、結果的にテレビドラマの演出はこの作品が最後となった（詳細は陽暉楼#逸話を参照）。

## キャスト
- 丹下左膳（丹下左馬介）：仲代達矢
- 櫛巻お藤：松尾嘉代
- 萩乃：夏目雅子
- 蒲生泰軒：夏八木勲
- 愚楽：西村晃
- 大岡越前守：中谷一郎
- 公儀隠密：福本清三
- 柳生源三郎：磯部勉
- 鼓の与吉：佐藤金造
- ドロ亀：アゴいさむ
- 柳生対馬守：スマイリー小原
- 風間一角：佐藤京一
- 徳川吉宗：大橋吾郎
- トリオ・ザ・ミミック
- タンクロー

## スタッフ
- 監督：五社英雄
- 原作：林不忘
- 脚本：田坂啓、五社英雄
- 音楽：菅野光亮
- 撮影：森田富士郎
- 照明：美間博
- 美術：西岡善信
- 録音：生水俊行
- 編集：谷口登司夫
- 殺陣：楠本榮一
- 特技：宍戸大全
- 助監督：吉田啓一郎、高司暁
- 現像：東洋現像所
- 撮影協力：金剛流
- 企画協力：テレキャスト
- 企画：能村庸一、西岡善信、松木征二
- プロデューサー：香取雍史、横島良多
- 制作：フジテレビ、映像京都、俳優座映画放送

## 再放送
2014年11月に日本映画専門チャンネルにて、「特集 監督・五社英雄」の一環として同作品が放送された。またこれ以前に、時代劇専門チャンネルなどでの放送もあった。